# Gurelca
Gurelca is een geslacht van vlinders van de familie pijlstaarten (Sphingidae), uit de onderfamilie Macroglossinae.

## Soorten
- G. conspicua Mell, 1922
- G. himachala Butler, 1875
- G. hyas Walker, 1856
- G. masuriensis Butler, 1875
- G. montana Rothschild & Jordan, 1915
- G. mulleri Clark, 1923
- G. sangaica Butler, 1875
- G. sonorensis Clark, 1916